# Schechingen
Schechingen ist eine Gemeinde in Baden-Württemberg und gehört zum Ostalbkreis.

## Geographie

### Geographische Lage
Schechingen liegt nördlich von Schwäbisch Gmünd auf der Frickenhofer Höhe, einem Höhenrücken, der sich südlich des Kochers entlangzieht.

### Nachbargemeinden
Die Gemeinde grenzt im Norden an Obergröningen, im Osten an Abtsgmünd, im Süden an Heuchlingen, im Südwesten an Göggingen und im Nordwesten an Eschach.

### Gemeindegliederung
Zur Gemeinde Schechingen gehören das Dorf Schechingen, die Weiler Haghof, Klotzhöfe, Leinweiler und Sebastiansweiler, die Höfe Mühlholz und Zeirenhof und das Haus Haldenhaus sowie die abgegangenen Siedlungen Marbach, Burgstall, Judenkirchhof, Burg Leinweiler und Burg Schechingen.

### Flächenaufteilung
Nach Daten des Statistischen Landesamtes, Stand 2014.

## Geschichte

### Überblick

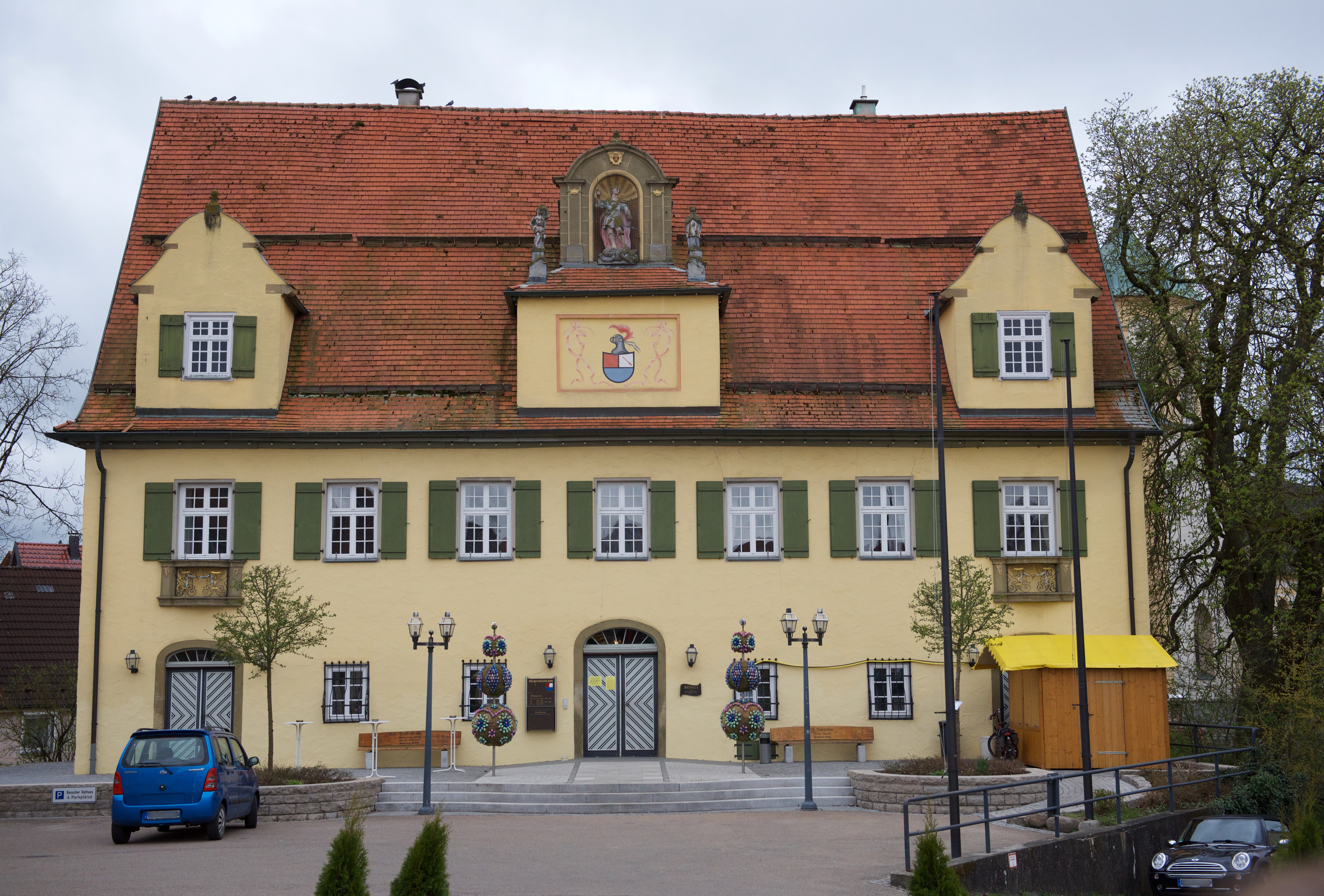
Schloss Schechingen (heute Rathaus)

Das Ortsadelsgeschlecht derer von Schechingen wurde 1289 erstmals genannt. Die alte Burg der Herren von Schechingen befand sich nördlich des alten Dorfkerns, am ehemaligen Schlossweiher. 1435 kam der Ort in den Herrschaftsbereich der Grafen Adelmann von Adelmannsfelden, die am Marktplatz das Schloss Schechingen erbauten.
Zwischen 1789 und 1790 litt der Ort unter einer Viehseuche. 1860 brach man das Holzhausener Tor und das Tor in der Kronengasse, 1908 das Schießberger Tor ab. 1914 wird Schechingen ans Stromnetz und 1919 an die Landeswasserversorgung angebunden. 1931 wird Leinweiler eingemeindet. Im Rahmen der Mediatisierung aufgrund des Reichsdeputationshauptschlusses fiel der Ort 1806 an das Königreich Württemberg, wo er zum Oberamt Aalen gelangte, aus dem 1934 der Kreis Aalen wurde. Bei der Kreisreform während der NS-Zeit in Württemberg gelangte Schechingen 1938 zum Landkreis Schwäbisch Gmünd.
Gegen Ende des Zweiten Weltkriegs bombardierten feindliche Tiefflieger den Ort, wodurch der Schießberg in Brand geriet. Am 23. April 1945 besetzten amerikanische Soldaten Schechingen. 1945 bis 1952 gehörte die Gemeinde zum Nachkriegsland Württemberg-Baden, das 1945 in der Amerikanischen Besatzungszone gegründet worden war, ab 1952 zum neuen Bundesland Baden-Württemberg. 1962 wurde der Aussiedlerhof im Hirtenfeld gebaut. Durch die Kreisreform von 1973 kam Schechingen zum Ostalbkreis.
Am 3. August 1978 wurden durch einen Tornado der Stärke F3 etwa 70 Häuser zum Teil schwer beschädigt. Durch Schechingen zog sich eine etwa 50 Meter breite und 600 Meter lange Schneise mit schwersten Schäden. Es gab sechs Leichtverletzte, aber keine Toten. 1993 erweiterte man das Baugebiet Schafwiesen II und erschloss das Baugebiet Kesselfeld, das ab 1994 bebaut wurde. Später folgten die Baugebiete Schlossgarten und von 2001 bis 2002 Westlicher Schloßgarten. 2014 begann man mit der Erschließung des Baugebiets Am Horner Weg. 2016 erschloss man das Gewerbegebiet Kappelfeld.

### Einwohnerentwicklung
Die Einwohnerzahlen 1852 bis 1970 sind Volkszählungsergebnisse
und ab 1980 amtliche Fortschreibungen des Statistischen Landesamtes (nur Hauptwohnsitze).
| Jahr | Einwohnerzahlen |
| ---- | --------------- |
| 1852 | 912             |
| 1871 | 818             |
| 1880 | 800             |
| 1890 | 817             |
| 1900 | 802             |
| 1910 | 856             |
| 1925 | 829             |
| 1933 | 809             |
| 1939 | 763             |

| Jahr | Einwohnerzahlen |
| ---- | --------------- |
| 1950 | 1042            |
| 1956 | 1009            |
| 1961 | 1041            |
| 1970 | 1240            |
| 1980 | 1473            |
| 1990 | 1746            |
| 2000 | 2447            |
| 2010 | 2370            |
| 2015 | 2285            |

## Religionen

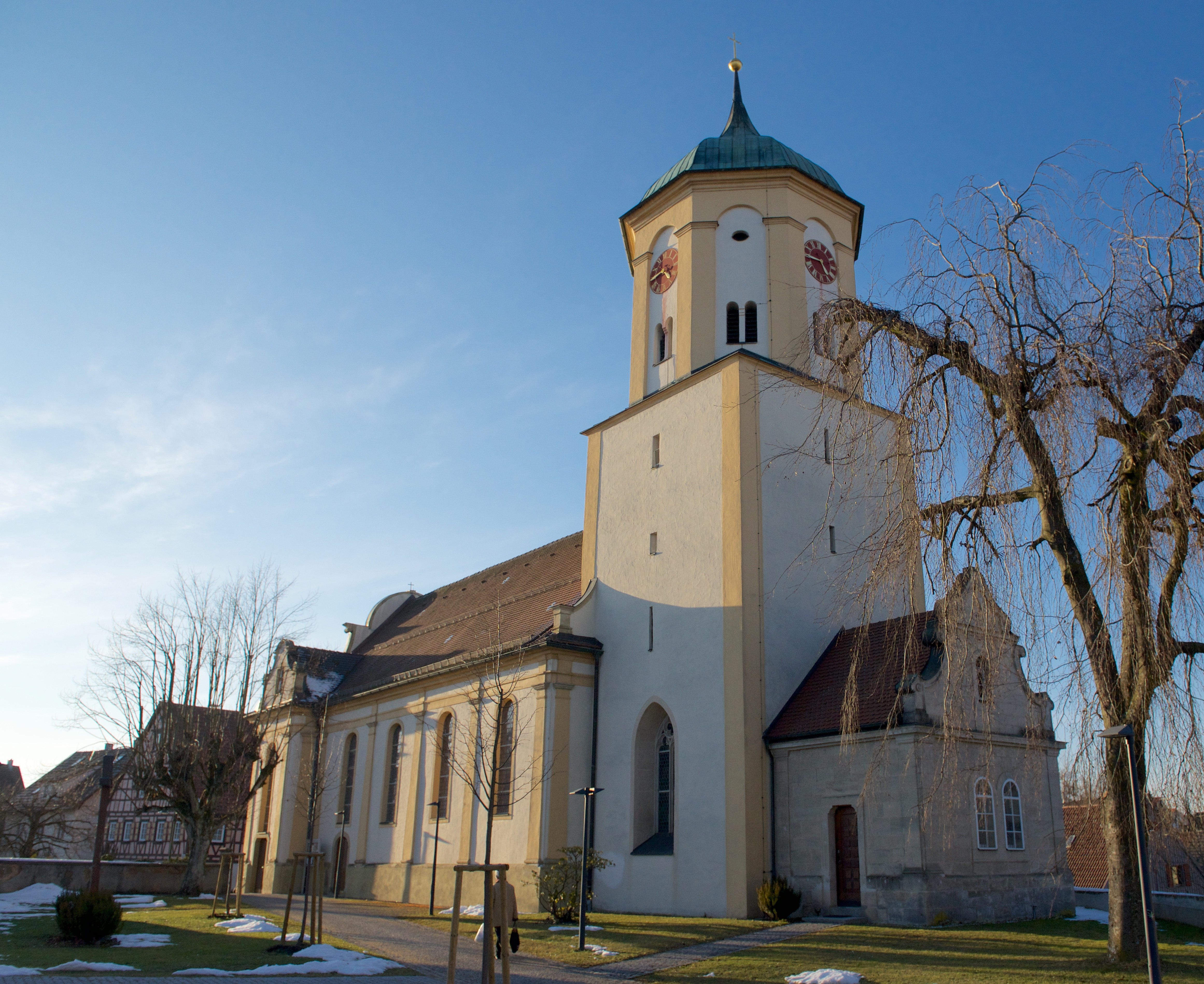
Katholische Kirche St. Sebastian in Schechingen

An Schechingen ist die Reformation vorbeigegangen, da die adligen Ortsherren Altgläubige waren und der Ort so katholisch blieb. Auch heute gibt es lediglich die römisch-katholische Kirche St. Sebastian im Ort. Die wenigen evangelischen Gläubigen gehören zur Kirchengemeinde Obergröningen.

### Judentum in Schechingen
In der frühen Neuzeit lebte eine jüdische Gemeinde in Schechingen, die von der Obrigkeit geduldet wurde, jedoch durch Abwanderung immer kleiner wurde. 1559 lebten nur noch zwei Juden im Dorf. An die Anwesenheit von Juden erinnert noch der Flurname Judenkirchhof.

## Politik

### Verwaltungsverband
Die Gemeinde ist Mitglied des Gemeindeverwaltungsverbands Leintal-Frickenhofer Höhe mit Sitz in Leinzell.

### Bürgermeister
- bis 1965: Josef Schäffner
- 1966–1996: Jürgen Schaich
- 1996–2020: Werner Jekel
- seit 2020: Stefan Jenninger

### Gemeinderat
Der Gemeinderat besteht aus 10 Bürgerinnen und Bürgern, die zuletzt am 26. Mai 2019 in Mehrheitswahl neu gewählt wurden.

## Wirtschaft und Infrastruktur
Schechingen ist eine typische Wohngemeinde. Am Ort gibt es etwa 220 Arbeitsplätze, fast 900 Arbeitnehmer verdienen ihren Lebensunterhalt außerhalb der Gemeinde.

## Bildung
In Schechingen gibt es ausschließlich eine Grundschule, die Hauptschule des Gemeindeverwaltungsverbands sowie eine Realschule befinden sich in Leinzell. Weiterführende Schulen stehen in Schwäbisch Gmünd zur Verfügung. Für die kleinsten Schechinger gibt es je einen kommunalen und römisch-katholischen Kindergarten.

## Sehenswürdigkeiten

### Osterbrunnen

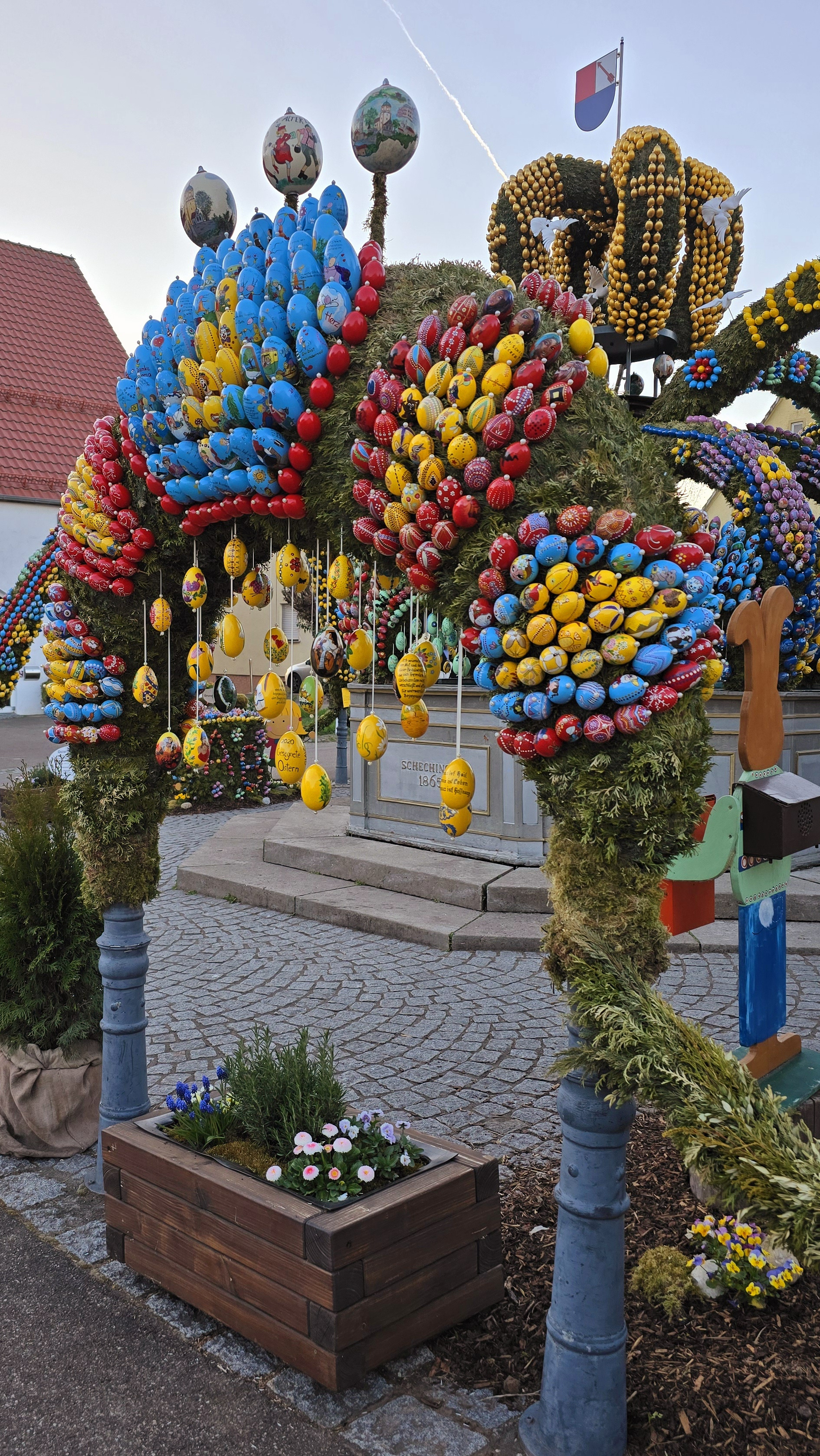
Ausschnitt des Schechinger Osterbrunnens, 2025

Zur Osterzeit wird seit 2003 der Dorfbrunnen nach altem Brauch mit bemalten Ostereiern zum Osterbrunnen geschmückt. Inzwischen handelt es sich um den größten Osterbrunnen in Ostwürttemberg. Mit seinen 2025 über 13.500 handbemalten Eiern zieht er jährlich tausende Besucher (ca. 50.000 Besucher im Jahr 2025) in den Ort.

### Freibad
Am Standort des Schechinger Freibads diente zuvor der Schlossgartenweiher als Feuersee und wurde in trockenen Jahren als Tränke für Vieh genutzt. Im April 1945, kurz vor Kriegsende, wurden Waffen und Munition aus Angst vor den anrückenden Amerikanern in den See geworfen. 1955 bekam die Gemeinde die Auflage, den Feuersee zu säubern. Die Schule regte damals Bürgermeister Schäffner an, den See zu erneuern, so dass man auch darin baden könne. Der Staat gab nur Zuschüsse, wenn das Bad bestimmte Ausdehnungen hatte. So entschloss sich der Gemeinderat, das heutige Freibad zu bauen. 1962 wurde mit dem Bau begonnen. Im Juli 1964 konnte man zum ersten Mal, aber auf eigene Verantwortung baden. Das Schechinger Freibad wurde in den Jahren 1984–86 total umgebaut und auf den modernsten Stand der Technik gebracht. Im Jahre 2000 wurde das alte Sanitärgebäude abgerissen und ein neues, dem heutigen Stand der Hygieneanforderungen gerechtes Gebäude mit Sanitätsraum erstellt. Das Eschacher Unternehmen Icotek sponsort seit 2022 zunächst für drei Jahre das Freibad und sicherte sich dadurch die Namensrechte des Icotek-Freibads. 2023 musste die Badesaison bereits am 28. August beendet werden, da zwischen 250 und 300 Kubikmeter pro Tag ausliefen. An einer Reparatur wird gearbeitet.

## Persönlichkeiten

### Söhne und Töchter der Gemeinde
- Bernhard Adelmann von Adelmannsfelden (1457 oder 1459–1523), Humanist
- Joseph Vogt (1895–1986), Althistoriker
- Thomas Tauporn (* 1991), Sportkletterer